# ルノーサムスン・SM5
SM5（エスエムファイヴ）は、韓国の自動車メーカーであるルノーサムスン自動車（現・ルノーコリア自動車）が製造・販売していた上級（Dセグメント）セダン（韓国車基準でいう中型車）である。

## 概要
サムスングループの自動車部門として1994年に三星自動車が設立され、その4年後の1998年に同社初の中型車「サムスンSM5」が誕生した。
その後、2000年にサムスン自動車はアジア経済危機により経営破綻し、その後フランス・ルノーの傘下となり会社名もルノーサムスン自動車と改名。以降は「ルノーサムスンSM5」として生産されている。
初代ならびに2代目はライセンス生産だが、3代目は「ルノー＝日産アライアンス」に則り、ルノーとその傘下の日産自動車との共同開発、自社生産である。また、海外市場向けにはルノーブランドを冠し、2代目はサフラン、3代目はラティテュード（一部の国においてはサフランを踏襲）として発売される。
耐久性の高さと使い勝手の良さゆえタクシーとしての需要も多く（各モデルにタクシー専用仕様「SM5 TAXI」の設定あり）、ソウルや釜山をはじめとして各地で比較的頻繁にタクシー仕様を見かけることができる。

## 歴史

### 初代 （A32（社内呼称：KPQ）型　1998年-2005年）
A32型日産・セフィーロ（一部、マキシマ）をベースとしており、ボディとドア、エンジン、内装の大半、ならびにプラットフォーム、15インチアルミホイール（エクシモと同デザイン）はベース車と共用するが、前後のデザインはオリジナルである。セフィーロとは違い、4気筒SRエンジンシリーズ（1.8L、2.0L）と同LPG、そして6気筒VQエンジンシリーズ（2L、2.5L）の2種を用意していた（後者は後年、SM7へと発展する礎を築いた）。ちなみにVQエンジンは3代目に搭載されるVQ25やSM7に搭載されるVQ23/VQ35も含め、すべて日産自動車いわき工場から輸入であり、両車バンパー・グリル・パネルなどで内外装が差別化されていた。4気筒シリーズには5MTも用意されていた。グレード名はBMWを意識してか、全モデルに共通する形式の「5」と排気量の頭2文字を組み合わせたものであり、直4・1,800ccエンジンの場合は「SM518」。直4・2,000ccエンジンの場合は「SM520（LE）」、V6・2,500ccエンジンの場合は「SM525V」と言った具合に表記されていた。装備やメカニズムの多くはベース車のセフィーロと共通であったが、リヤシートの独立式ヘッドレストやシートヒーター、セキュリティアラーム、リヤカップホルダー、フェンダーマーカー（＝サイドウインカー）、フードトップマーク（＝ボンネットマスコット、6気筒のみ）などセフィーロにはない装備も設定され、カーナビもザナヴィ製からサムスン電子製（ゆえにセンターパネルに「SAMSUNG」のロゴが入る）に変更されるなど相違点も少なくなかった。直4シリーズの2.0Lには本皮革シートなどV6モデルに採用される上級装備を盛り込んだ「Speciale（スペチアーレ）」「Speciale+（スペチアーレ・プラス）」の設定もあった。
初期にごく少量ではあるが後部ドア部分をストレッチさせ、3LのVQ30DEを搭載した「SM530L」なるものも数台生産された。初期型のSM525V（車体色：シルバー）が日本の日産自動車座間事業所内にある記念車庫にて動態保存されている。
なお、当代は少量ながら「SQ5」の名でチリなど南米にも輸出されていた。
- 1998年3月28日 - 「サムスン・SM5」として登場。
- 2000年 - 車名を「ルノーサムスン・SM5」に改称。
- 2001年 - 「エディシオンス・ペーシアル」限定販売。
- 2002年1月8日 - 1次マイナーチェンジ。アルミホイールが専用デザインとなった。第1回韓国カーオブザイヤーで大賞を受賞。
- 2003年9月 - 2次マイナーチェンジ。ティアドロップ形状のヘッドライトや新デザインのフロントグリルを採用するなどで豪華さを主張した。

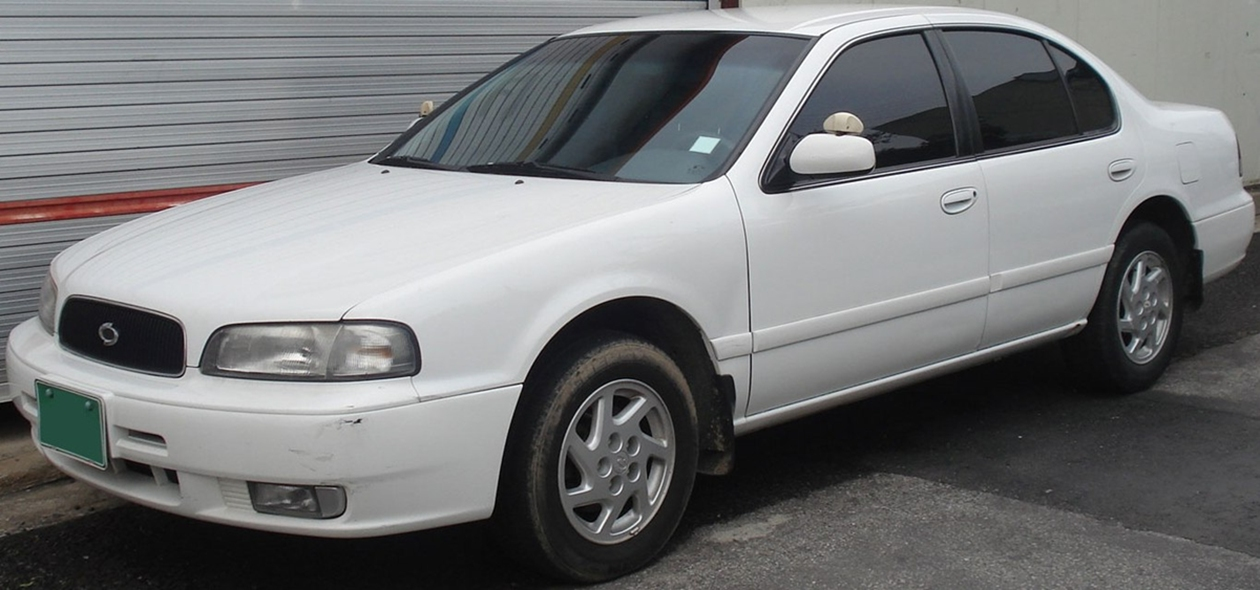
前期（4気筒）
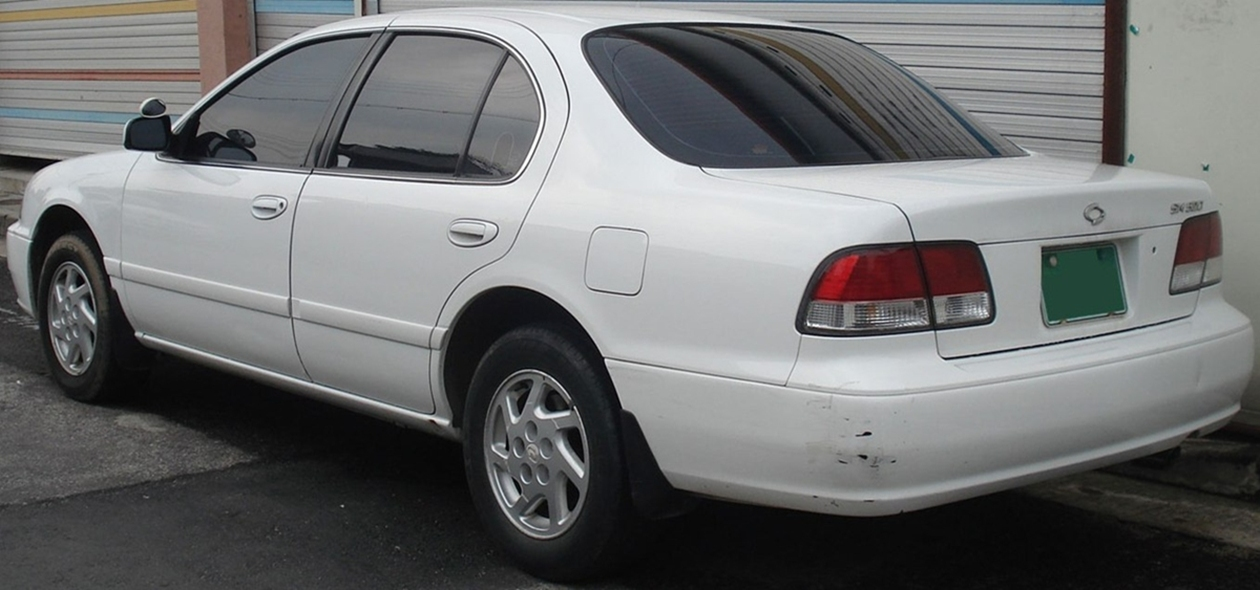
前期 リヤ（4気筒）
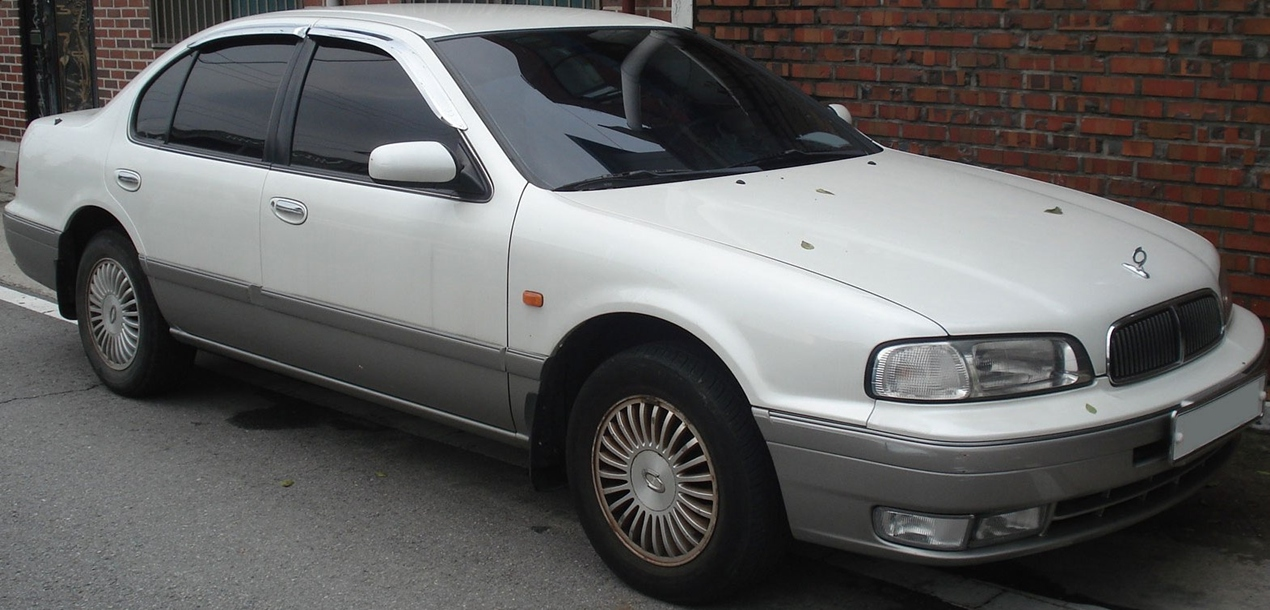
前期（6気筒）
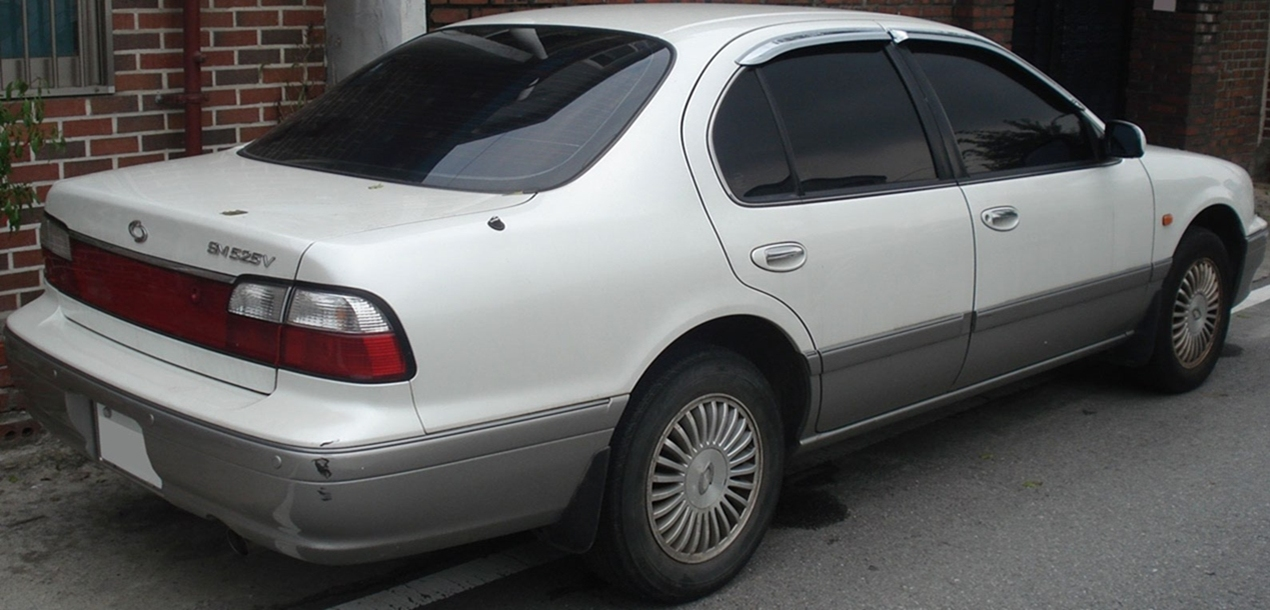
前期　リヤ（6気筒）
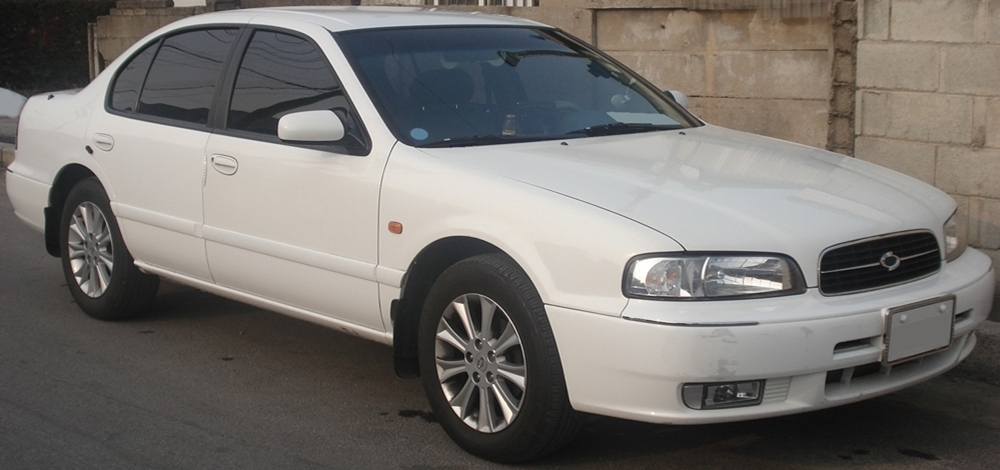
中期（4気筒）
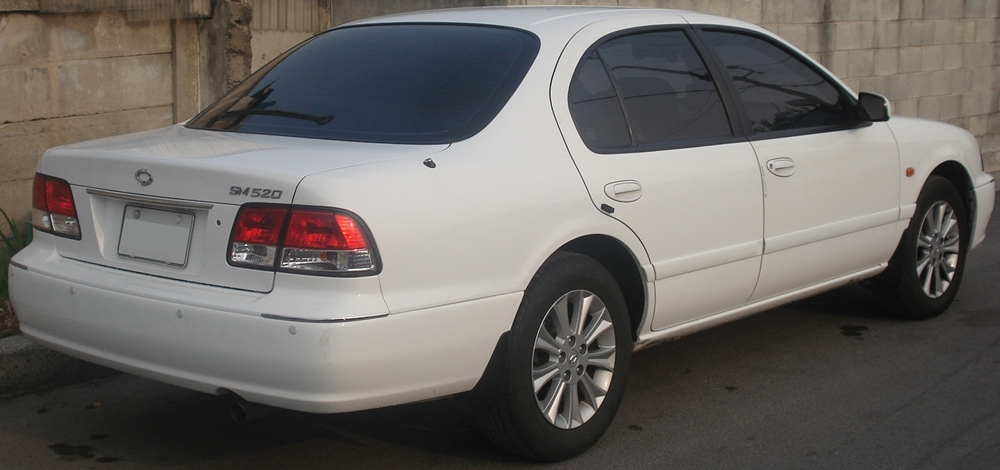
中期 リヤ（4気筒）
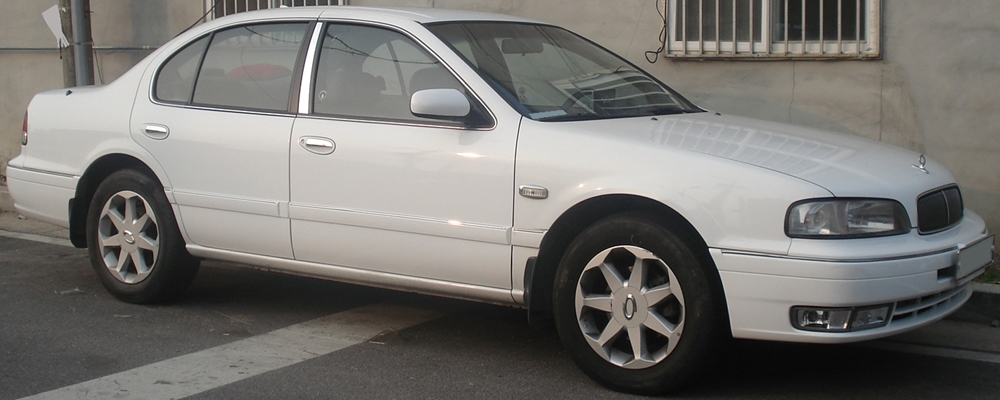
中期（6気筒）
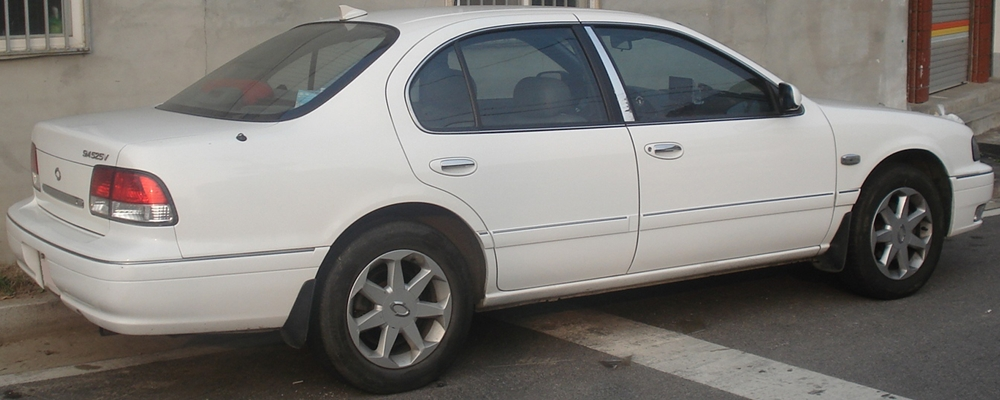
中期　リヤ（6気筒）
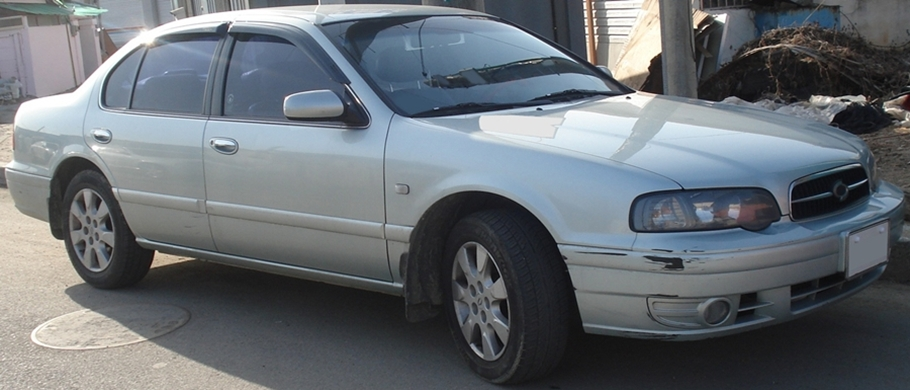
後期（4気筒）
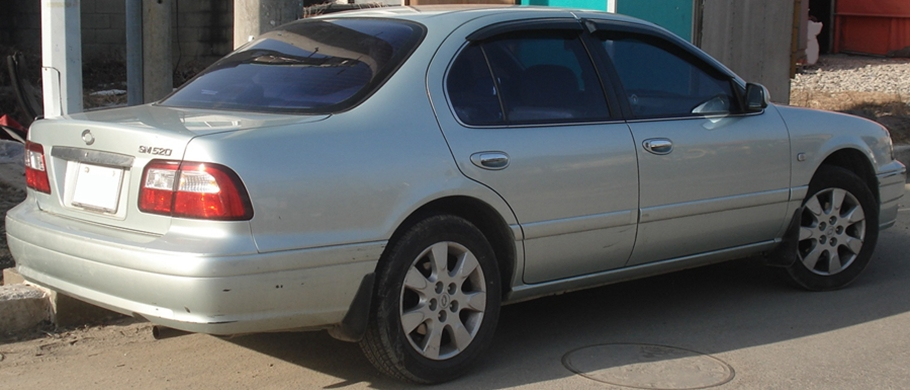
後期　リヤ（4気筒）
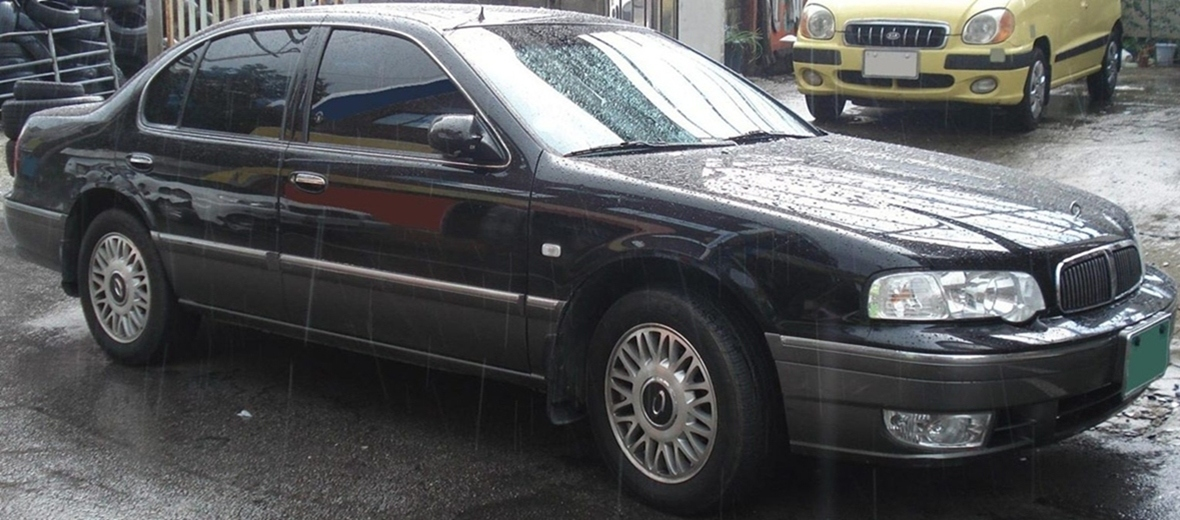
後期（6気筒）
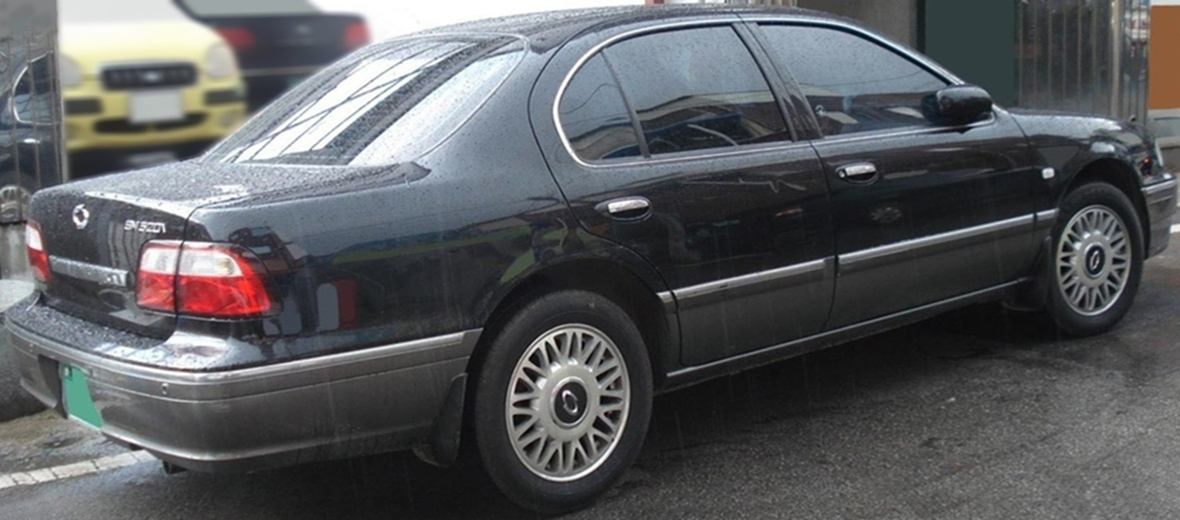
後期　リヤ（6気筒）
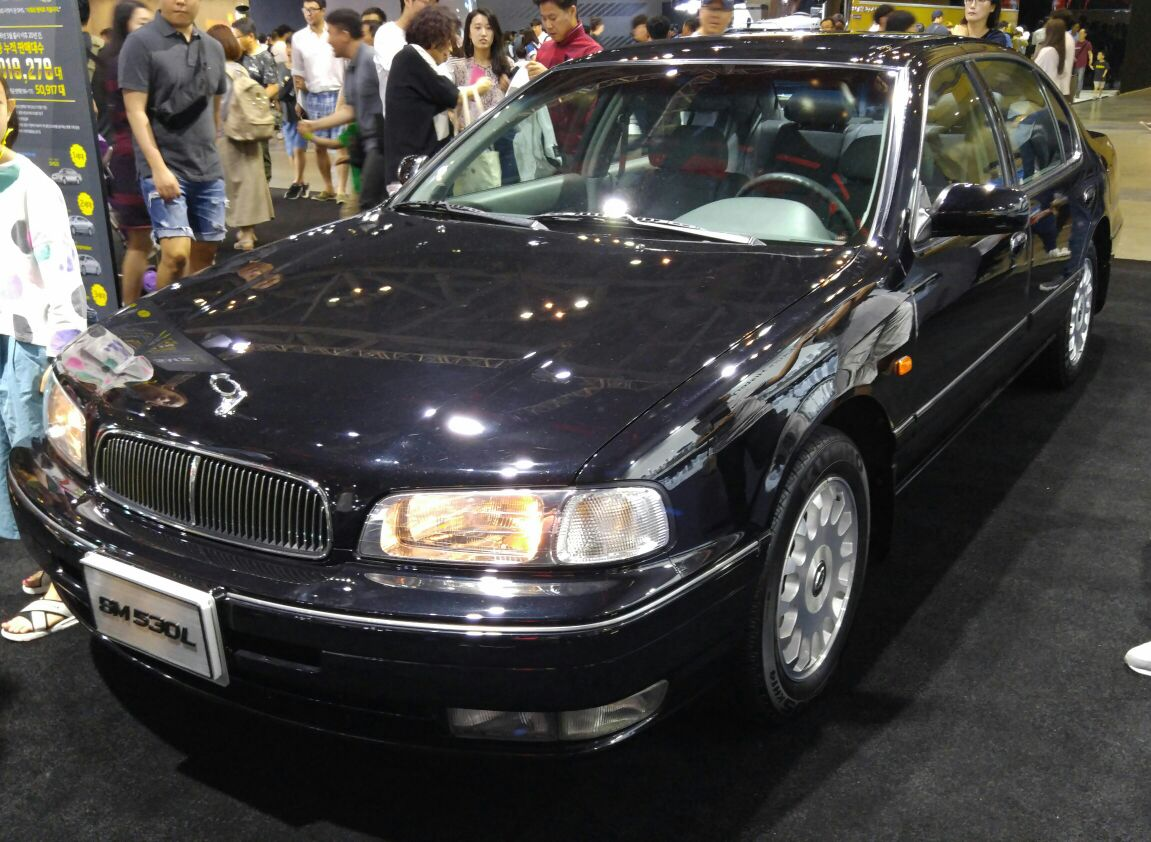
前期ベース　SM530L　フロント
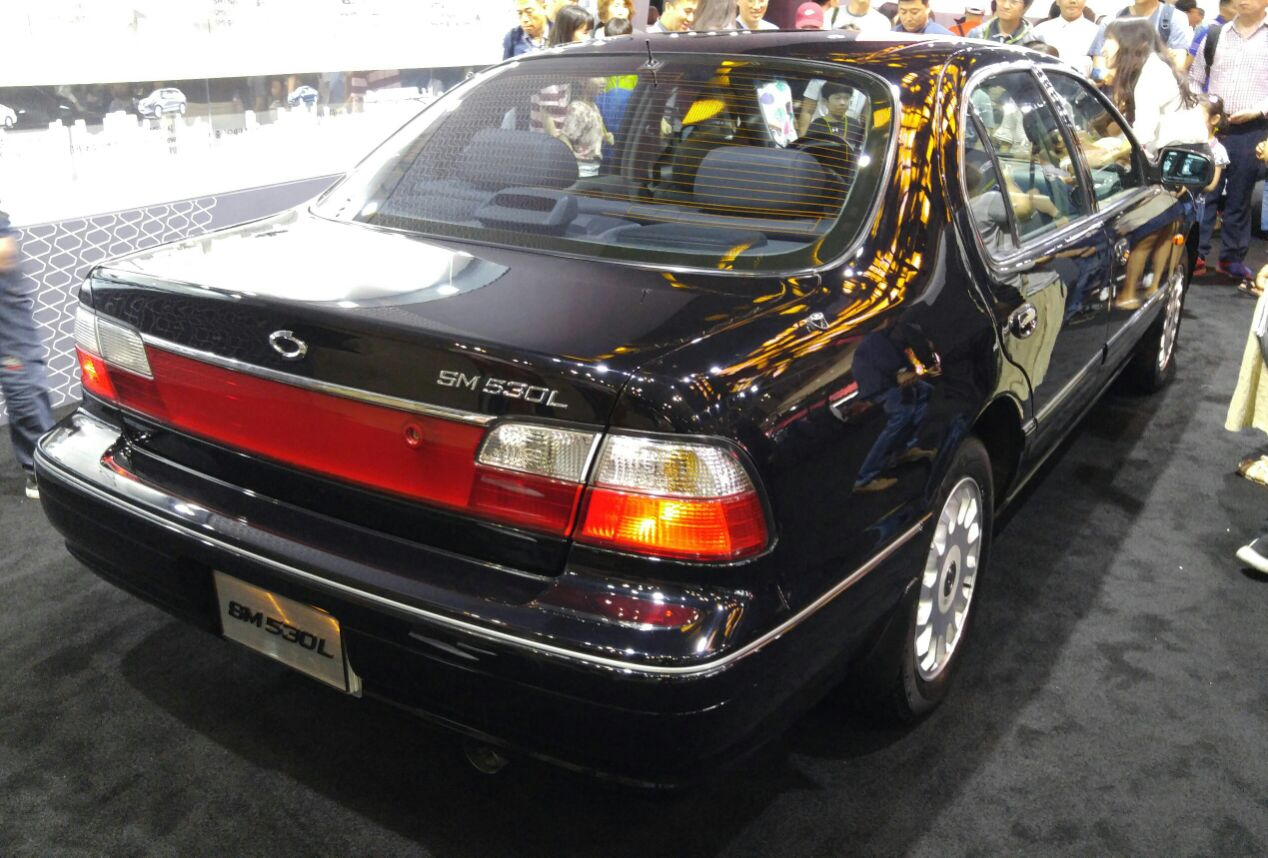
前期ベース　SM530L　リヤ
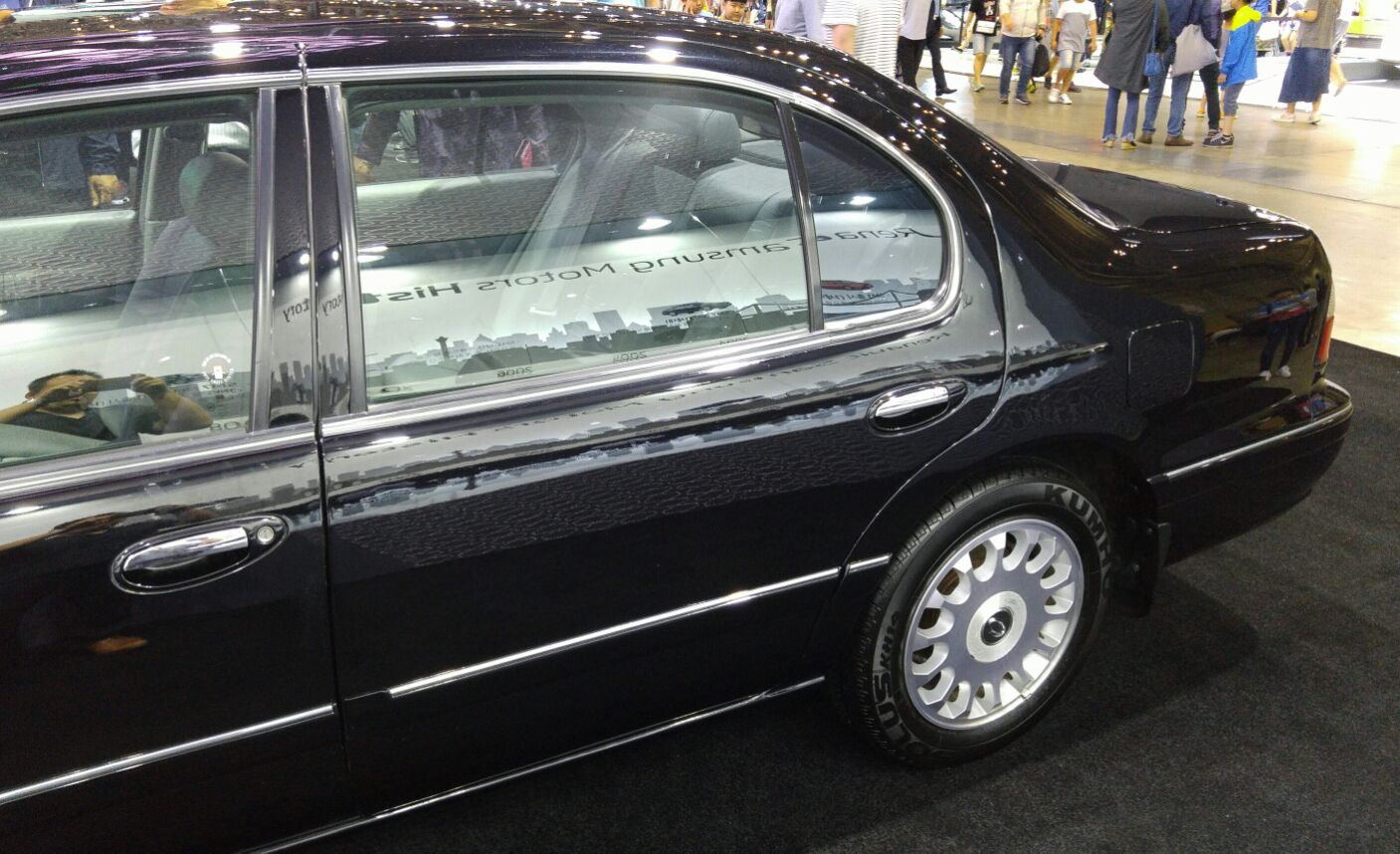
前期ベース　SM530L　リヤドア延長部分
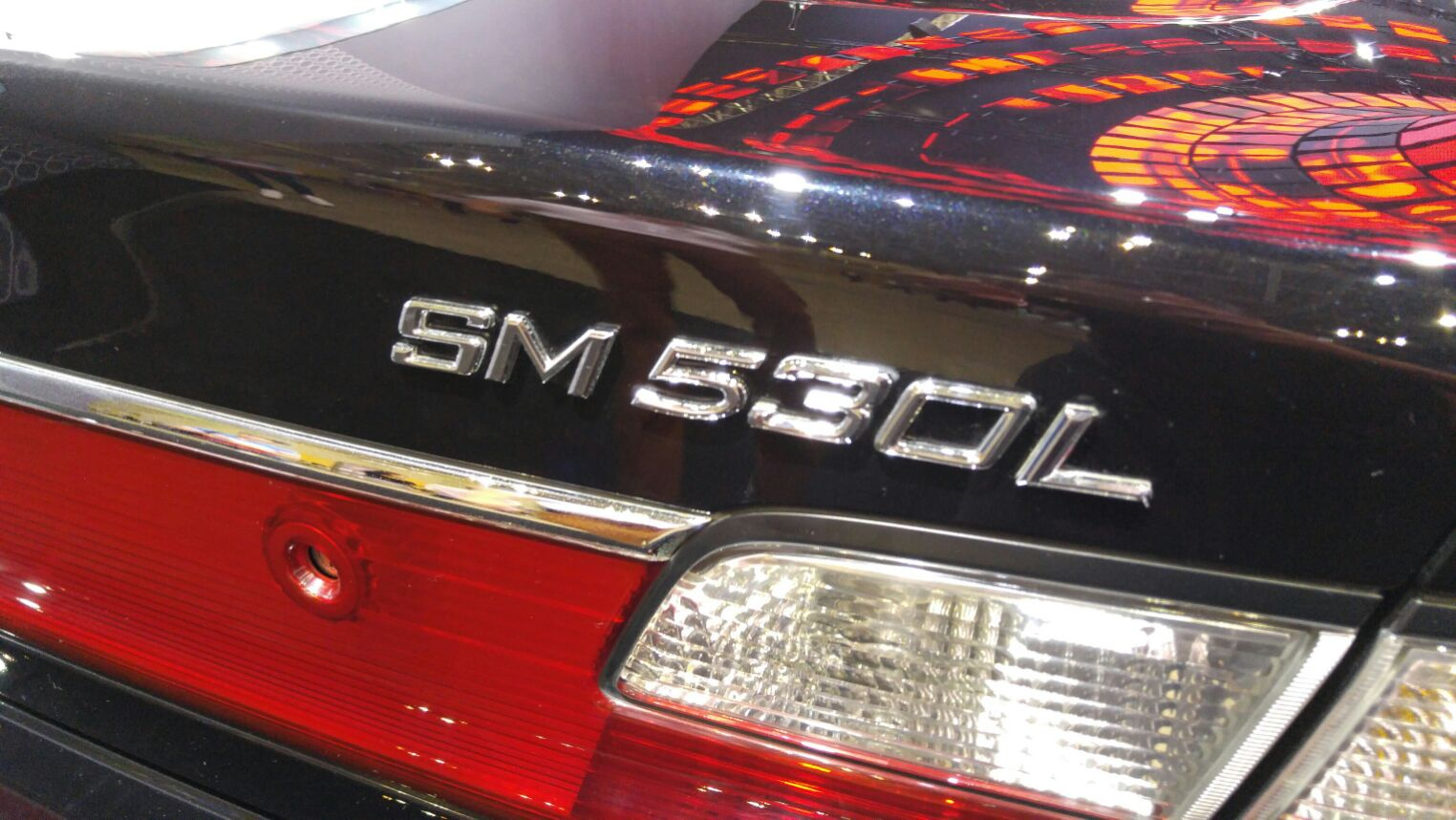
前期ベース　SM530L　エンブレム
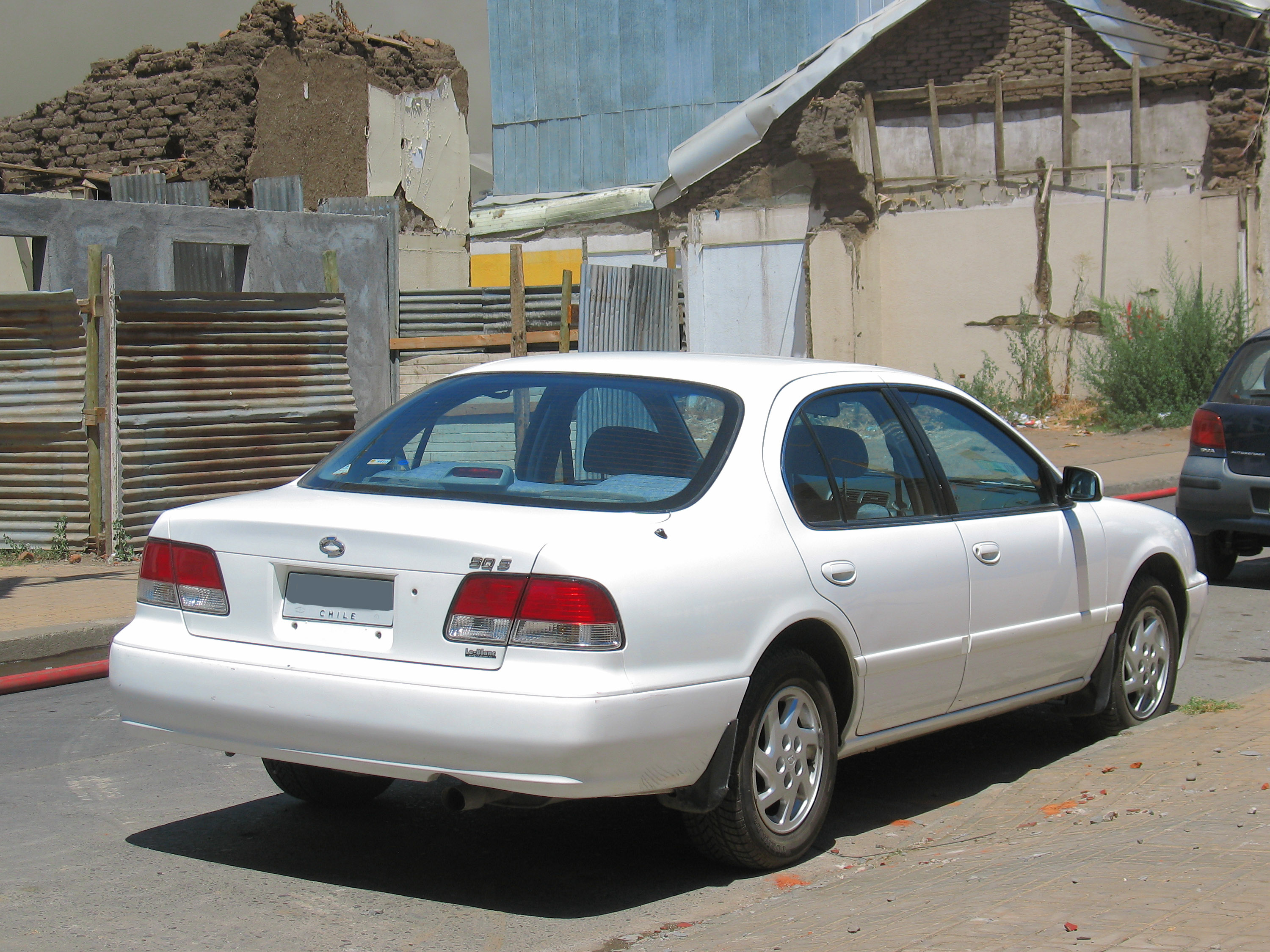
チリ向け　SQ5　リヤ
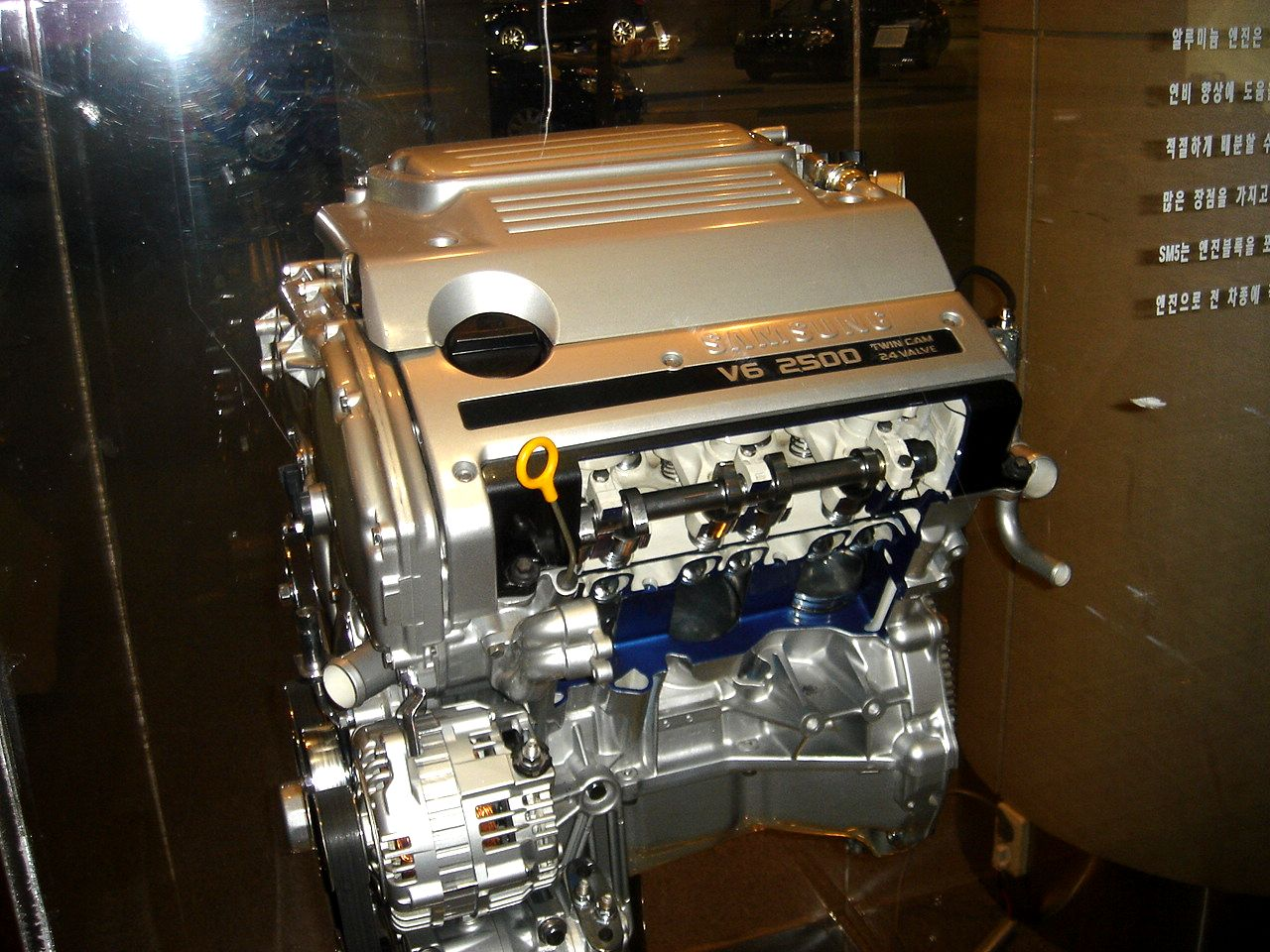
525Vに搭載されたVQ25エンジン

### 2代目（A34R（社内呼称：EX1）型　2005年-2010年）

#### 前期（2005年-2007年）
セフィーロをベースとした先代とは打って変わり、日産が新たに開発したFF-Lプラットフォームを採用したJ31型ティアナをベースとしている。(もっともティアナ自体セフィーロの後継車種といえるものであり、特にJ31に関してはセフィーロとして販売された地域さえある。)ボディーシェルもティアナやSM7と共有するものの、外観は大幅に差別化されている。全幅はサイドモールディングを採用している関係で、ティアナ比で約20mm大きい。
前期に限れば、フロントグリルのデザインはティアナとは異なるが、寸法とねじの位置が全く同じため、互換性がある。他のエクステリアパーツについてはバンパーやライト類は装着可能。鍍金ガーニッシュやリヤコンビネーションレンズについては後期も含め、サイズと裏面形状（ボルト位置と厚さ）が異なるためそのままでは装着できない。また、インテリアについてはステアリングホイール位置に影響しないパーツ（センターコンソールや化粧パネル、スイッチ類、ステアリングホイールなど）についても一部互換性がある。2004年に同じティアナをベースとしたVQエンジン搭載の上級車「SM7」がデビューしたため、VQ搭載モデルは廃止され、SR20IIエンジンのみの設定とした。
- 2005年2月 - 登場。
  - 9月 - タクシー仕様の「SM5 TAXI」が追加された。このモデルには従来のガスミキサー式に代わり、新開発のSR20IIのLPLiエンジン（LPG液状噴射の高性能モデル）が搭載され、136PSを発生する。また、4ATのほか通常モデルにはない5MTも用意されている。この5MTモデルについては操作性を考慮し、専用設計の低めのセンターコンソールを採用。フロアレバー式パーキングブレーキを採用する関係上、カップホルダーもリッドのない縦型配置となっている。同時に、タクシーメーターなどの設置を考慮したインパネを採用したため、エアコン操作部がダイヤル式に変更され、オーディオスペースも1DINサイズとなるなど、ベース車両とはかなり異なる。リヤマルチリンクサスペンション、インテリジェントキー（送信機はティアナの前期モデルと同じカード型。後期もカード型を継続採用）や大型液晶モニター（タクシー仕様は除く）など、装備的にもティアナの恩恵を受けているが、ティアナの売りのひとつであるパワーオットマンは全グレードにおいて設定がない。ティアナに未設定のサンルーフはグレードに応じてオプションで設定される。インテリアについては、ティアナにおいてグレードに応じて装着されるヘッドレスト一体式の後席大型センターアームレストの設定がなく、本皮革シートが多くのグレードにおいて標準ないしはオプションで設定され、前後ヘッドレストの造形も異なるなど、ティアナとの差異も少なくない。

#### 後期（2007年-2010年）
「SM5ニューインプレッション」と称された新型は、新意匠のリアコンビランプ、新造形の前後バンパー（新規格の横長ナンバープレートに対応）ならびにエンジンフード、ヘッドランプを採用したほか、インテリジェントキーにはドアミラーリトラクト機能を追加し、シートポジションメモリーも新採用した。またサムスン電子開発の室内空気清浄システム「スーパー・プラズマ・イオン（SPI）モジュール」をオプション設定とした。このSPIモジュールは空気中の水蒸気を分解することで活性水素と酸素イオンを大量に発生させ、ウイルスや細菌などを除去するというシステムである。この改良を機にCVTCを採用した新開発エンジン「M4R」を搭載。同エンジンはラフェスタやブルーバードシルフィなどに搭載されている日産のMRエンジンの系列であり、従来のSR20IIと比較すると実に16kgもの軽量化に成功している。最高出力143PSで、燃費はリッターあたり約11kmと、同クラス最高水準を実現。タクシー仕様もマイナーチェンジされ、5MTは廃止されて4ATのみとなった。これら大幅な改良を施すことにより、SM7はもとより、ティアナとの違いをもいっそう強めた。
- 2007年7月2日 - フロントマスクを中心としたマイナーチェンジを実施。
- 2008年7月2日 - 従来オプション扱いだったスーパープラズマイオン (SPI) モジュールを標準化するなどの一部改良を施すと共に、2009年モデルに移行。また同年、発売10周年を迎えた。
  - 8月、中東地域向けにルノー・サフランとして輸出を開始。サフランという名称は、ヴェルサティス以前に存在したルノーの最上級車のものを踏襲している。
  - 11月　LEをベースにディスチャージヘッドランプ、ブラックの本皮革シート、専用デザインの17インチアルミホイールなどを採用した「LE EXCLUSIVE」を発売。
- 2009年3月3日 - SEプラスをベースに専用デザインの16インチアルミホイールとブラックの本皮革シート、ならびに運転席パワーシートを追加した特別仕様車「SE BLACK」を発売。
  - 4月 - TAXIをベースに本革シートやバックセンサーなどを備えながらも価格を抑えた特別仕様車「TAXIプレミアムブラック」を発売。同時に、ベース車のTAXIの価格を60万ウォン引き下げた。
  - 10月1日 - グレードを「PE」「SE」「SE　BLACK」「LE」「LE EXCLUSIVE」に集約した上で、PEには16インチアルミホイールやアルミキッキングプレートを、SEにはコンビニエンスパッケージと自動防眩ミラーを、SEブラックにはプライムパッケージを、LE系にはインダッシュ6CDチェンジャーを追加した。また、障害者仕様（LPLi）はSEの場合、本皮革シートと本皮革ステアリングを追加しながらも価格を79万ウォン引き下げ、タクシー仕様は運転席シートフレームの構造を見直した上で、同クラスのタクシーで唯一のデュアルステージエアバッグを標準装備させ、チルトステアリングやシートヒーターを追加しながらも価格を40万ウォン引き下げた。
  - 11月 - 初代からの累計生産台数が70万台を突破。なお3代目登場後も2010年8月まで販売された（その間、公式サイト上では2代目は「SM5」、3代目は「NEW　SM5」として区別された）。

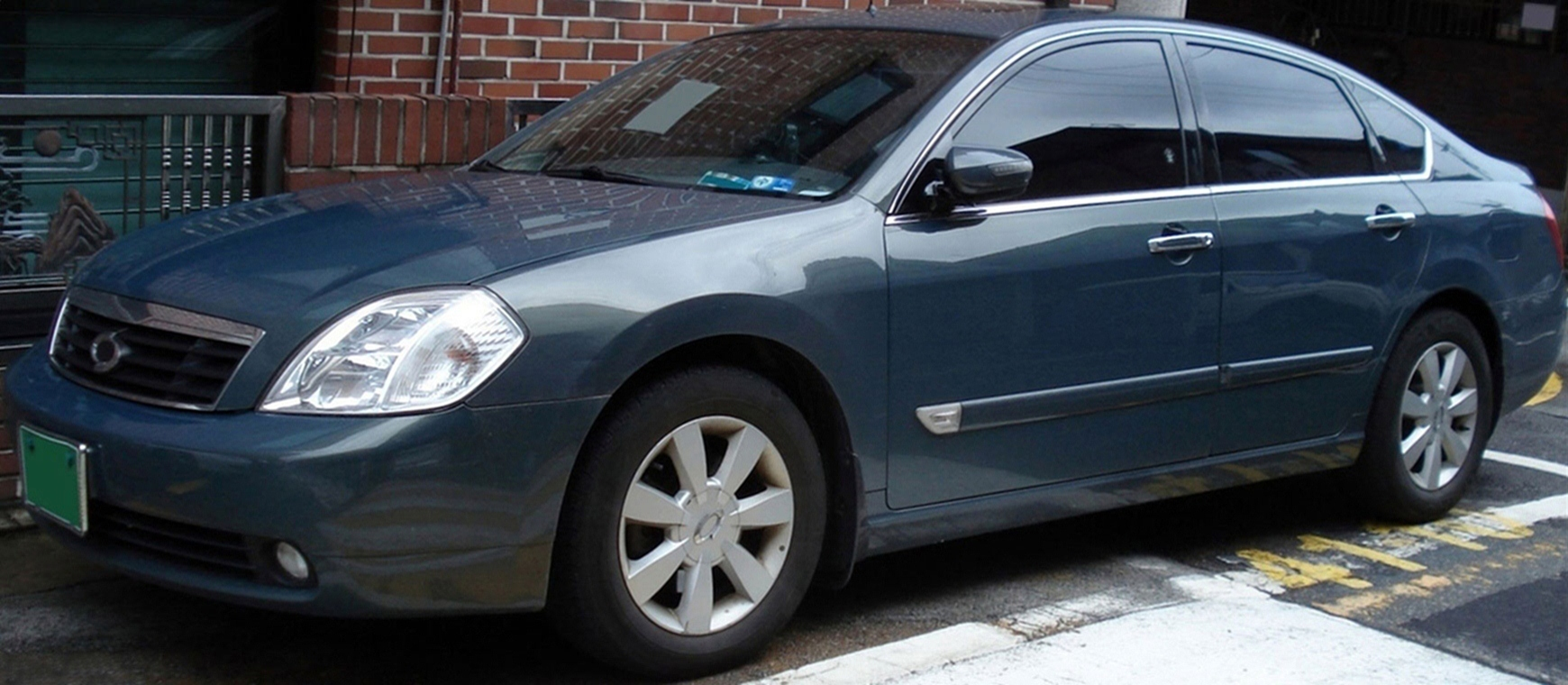
前期
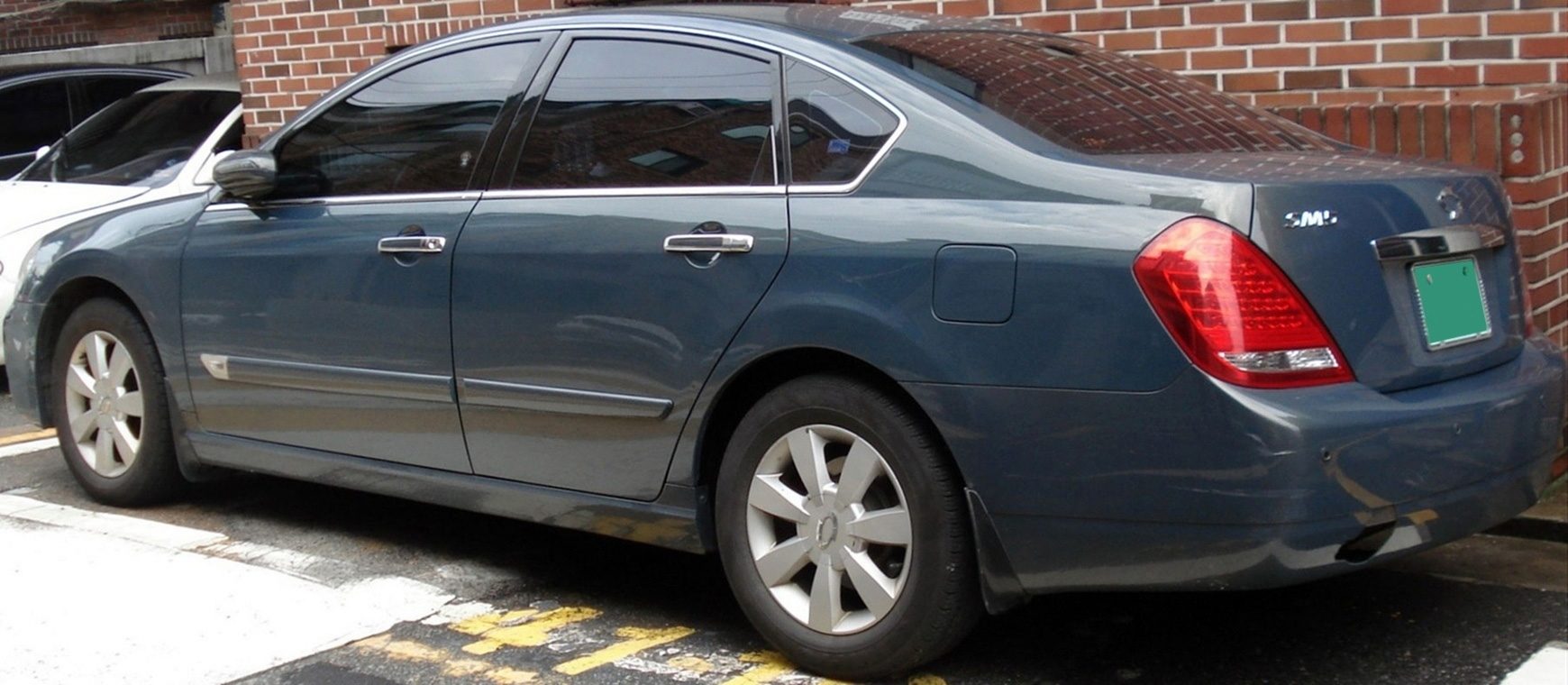
前期　リヤ （レンズは台湾日産　ティアナの物。工場出荷時のディーラーが与える場合があった。）
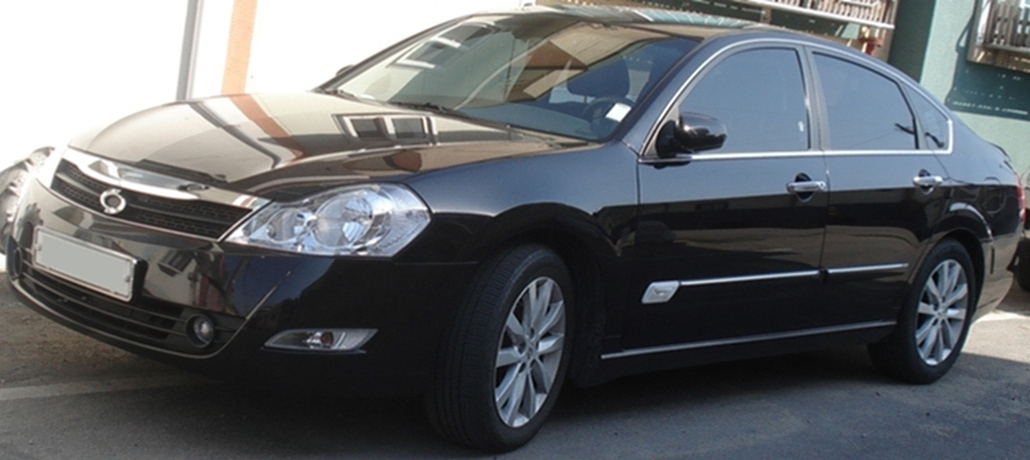
後期
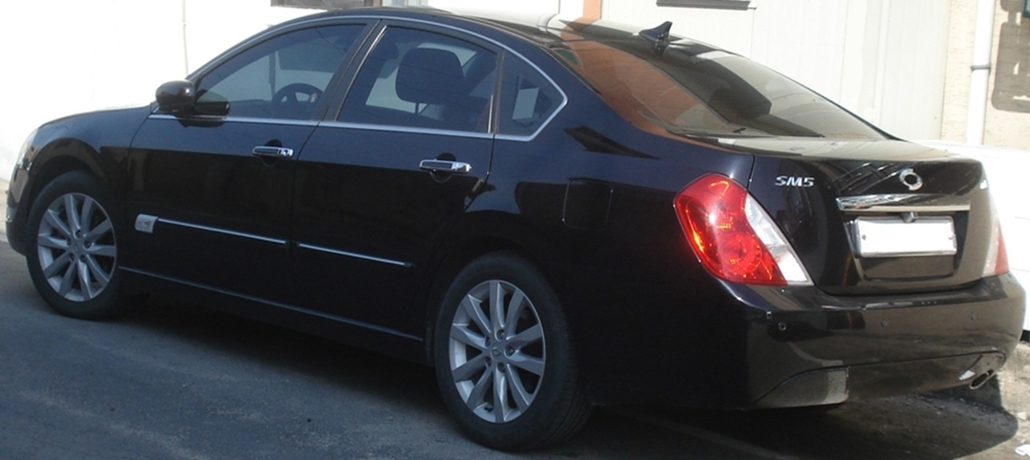
後期　リヤ

### 3代目（L43型 2010年 - 2019年）

#### 2010年販売型 （2010年 - 2012年）
ベースは初代ティアナから、2代目ティアナなどと同じくDプラットフォームを採用する3代目ルノー・ラグナに変更。ベースのラグナはハッチバック・ワゴン・クーペなどさまざまなボディが与えられるが、SM5は韓国国内におけるセダン信仰を重視して歴代同様セダンボディのみとし、リヤサスペンションもラグナのトーションビーム式ではなく、2代目やJ32型（2代目）ティアナと同じマルチリンク式を踏襲している。韓国内はもとより世界各国において販売されることを従来型以上に前提とした戦略車種のため、開発には約3年の期間と約3600億ウォンの費用が投じられている。国内同セグメントにおいて絶大な支持を受けているヒュンダイ・ソナタ（YF型）を追撃すべく流麗なスタイリングとしているのが今回の特徴。サイドウインドウに関してはCピラーのシックスライトを廃し、初代に回帰したことでソナタとの違いを明確にしている。ボディサイズについては全幅と全高が増えたものの、全長とホイールベースは逆に短縮された。
エンジンは2代目後期で登場したM4Rを改良した「M4R II」（＝CVTC II、障害者仕様はCVTC・LPLi）を採用、これにジヤトコ製6速シーケンシャルモードつきエクストロニックCVTを組み合わせることでスムースな走りを実現。
全車にEBD付きABS、4輪ディスクブレーキ、LEDリヤコンビネーションレンズ、爆発の圧力を2段階に調節することが可能なスマートエアバッグ（2ステージエアバッグ）を標準装備とすることで高品質さと安全性を訴求。また、グレードによりAFSつきバイキセノンヘッドランプ（ディスチャージヘッドランプ、XEはブラックインナータイプ）、インテリジェントスマートカードキーシステム、米・BOSE社と共同開発したオーディオシステム、マッサージ機能つき本皮革&パワーシート、バックセンサー、オートライトシステム、後席独立温度調整式フルオートエアコン、2代目ティアナにも採用されている大型ガラスサンルーフ（フロントはアウタースライド可能）、QM5で採用済の電子式パーキングブレーキ（E-PKB）やジョイスティック方式のナビゲーションシステム「スマートiナビゲーション」、TPMS（タイヤ空気圧警告システム）、アルミ製ボンネットをも装備することで利便性と上質感を両立させた。発売からわずか2か月で約4万台を受注し、これは2009年の6万960台の約3分の2に相当する。グレード別で見るとLEが全体の約40%でREが約26%と続く。
- 2009年12月1日 - CEOのジャン・マリー・ウェルティジェ自らが2010年はじめに「NEW SM5」として発売することを発表[10]。同時にエクステリアとインテリアの写真ならびにレタリングも公開した[注 1]。
  - 12月22日 - 予約開始とともにグレード・装備・メカニズムの詳細を発表した[12]。
- 2010年1月18日 - 発表・発売。「Experience more」のキャッチコピーで登場。
  - 6月 - 3代目SM5のルノーブランド版となる「ラティテュード」の写真が公開され、2010年末から2011年初頭にかけてアフリカ、トルコ、ロシアなどの高所得者をターゲットに順次発売することを示唆した[13]。同車はヴェルサティスの後継車種である[14]。
  - 9月1日 - 2011モデルに移行。全車にサイド＆カーテンエアバッグ&2ステージエアバッグ、アルミボンネットをオプションから標準装備とし、リヤブレーキディスクを大径化。全グレードにおいてヘッドライトがインナーブラック処理されたXE用に統一された。同時に、エンジン制御を最適化して燃費を約3%向上させている。今回の改良ではタクシー仕様である「NEW SM5 TAXI」を追加（同時に2代目と2代目ベースの「SM5 TAXI」は廃止された）。エンジンは障害者仕様と同じ2LのCVTC・LPLiを搭載している。
  - 12月3日 - V6・2.5Lエンジンを搭載した「SM5 2.5」登場。専用装備としてクルーズコントロールを追加。V6エンジンは初代以来の復活であり、エンジンはティアナに搭載されるVQ25DEと基本的に同一であるが、組み合わされるトランスミッションはエクストロニックCVTではなくジヤトコ製6速ATとなる。グレードは「SEプラス　2.5」と「RE 2.5」の2種。
- 2011年3月2日 - SEをベースに17インチアルミホイールやブラックインテリア、電子式パーキングブレーキなどを追加した「SEブラック」とLEをベースにリヤシートヒーターやリバース連動ドアミラーなどを追加した「LEエクスクルーシブ」を発表・発売。今回の改良を機に「XE（＝Xtreme Edition）」は廃止された。
  - 9月1日 - 2012モデルに移行。TAXIを除く全車にバイキセノンヘッドランプと後席独立式エアコンとVDCを採用。インパネのウッド部分の面積を拡大。2Lのグレード体系が2010モデルと同じものに戻っている。
- 2012年1月 - 北部の京畿道坡州市と工場のある南部・釜山間の無給油往復に成功。総走行距離は1,073km。この間の平均燃費は15.5km/Lだった（同モデルのカタログ上の燃費は14.1km/L）。なお、この成功をPRするため「SM5  ECOインプレション」と公式サイト上で紹介されるようになった。
  - 6月4日 - 特別仕様「BOSEスペシャルエディション」発売（2.0Lのみ。入れ替わりに「XE」は再びラインアップから落ちている）。SM3の同名の特別仕様と同様、ボーズ製オーディオシステム、「BOSE」エンブレム、ブラックアウトドアミラー、黒と白を基調としたインテリア等を装備、加えて18インチアルミホイールを標準装備とした。

#### 2012年改良型 （2012年 - 2014年）
外観はSM3やQM5と共通のイメージのラジエーターグリルを採用し、バンパー、アルミホイールのデザインも一新。同時に、ヘッドライトもLEDポジションランプ内蔵型となり、ボンネットも中央部が盛り上がった新デザインのものに変更された。リヤについても新デザインのリヤコンビネーションレンズを採用するなどの改良が加えられた。また、エンブレムの書体も一新され、SM7やSM3と同じものとなった。インテリアについてはインパネデザインに手が加えられた他は特に大きな変更はないが、同年9月にマイナーチェンジしたSM3で初採用された「SMart　Connect（スマートコネクト）」を装備、「スマートECOマネージメント」を介し、スマートフォンを通じて燃費などの車両管理ができるようになった。安全装備については、死角範囲において車両等の情報が入るとLEDで知らせる「死角情報システム（BSW＝Blind Spot Warning system）」や感知範囲を離れると自動的にドアロックがかかる「オートクロージングシステム」を中型車クラスで初採用するとともに、空気圧自動検知システムを全車に標準装備とした。また、従来の2.5Lに採用されていたクルーズコントロールを新たに2.0Lに装備。V6・2.5Lモデルは廃止され、再び全車2.0Lとなった（141PS、14.1km/Lのエンジン性能に変更はなし）。ただし後期型登場後もV6モデルのある前期モデルは12月まで併売された（サイト上では前期が「SM5」、後期が「New SM5」と区別される）。
- 2012年11月3日 - 「SM5 Platinum」として発表（発売は同月7日より）。
- 2013年3月 - 韓国中型車随一のアンダー2Lエンジンを搭載した「XE TCE」をソウルモーターショー2013にて発表。同時に、同会場で6月発売予定とアナウンスされた。エンジンは日産・ジュークに搭載される1.6L直噴ターボ「MR16DDT」と同型の「TCE（Turbo Control Efficiencyの略）」と呼ばれるGDiターボ「MR190DDT」を採用することで2.0Lモデルと比べ、排気量を大幅にダウンさせながらも燃焼効率と出力をアップ。190PSを誇るスペックは最大回転数を除けば、ジューク用と同一である。ただし、組み合わされるトランスミッションはエクストロニックCVTではなく、三菱・ランサーエボリューションX同様のゲトラグ社製の「パワーシフト®DCT」と呼ばれるデュアルクラッチトランスミッションに変わっている。また、税金面についても他社ライバルと比べ、登録税を60万ウォンほど有利とした[15]。
- 2013年6月1日 - 上述の「XE TCE」を発売開始（5月23日に発表済、のちにサイト上では「TCE」に変更）[16]。
- 2014年6月23日 - 歴代初となるディーゼルエンジン搭載モデル「SM5 D」を発表。同時に、予約の受注を開始した（同年7月3日に発売開始）。搭載されるエンジンはQM3やラティテュードと同じ1.5L・dCiのK9K型であり、それと組み合わされるトランスミッションもQM3と同じくゲトラグ製のパワーシフト®DCTとなる。

#### 2015年改良型 （2015年 - 2019年）
2015年1月5日、発表。昨年9月に登場したSM7 Nova（ノヴァ）同様、サブネームにラテン語で新星を意味する「Nova」が付帯される。エクステリアはフロント周りをSM7と同様、ルノーグループの新デザインアイコン「サイクル・オブ・ライフ」に則り、左右のライト間を大型グリルが横断する新デザインとなった。通信システムは従来の「SMart CONNECT」に代わり、SM7にて先行採用されたスマートフォンと車両モニターをWi-Fiで連結する「スマートミラーシステム」を採用し、さらに進化した。
障害者仕様、レンタカー仕様、タクシー仕様に設定されるLPLi車はガスタンクを従来のボンベ型からコンパクトな円環型（DONUT®タンク）に変更したことで、トランク容積を従来比で約40％拡大させ、かさばる荷物や車椅子、ベビーカーなどの積載性を向上させている。
また、アルミホイールのデザインも17インチ、18インチともに一新されている。
基本的なメカニズムに変更はないが、新たに2.0Lガソリン車シリーズは「SM5 G」、1.6Lターボエンジン車は「XE」が取れて単に「SM5 TCE」へ、1.5Lディーゼルエンジン車は「SM5 D」で変更はないが、上級グレードは「D スペシャル」から「D プレミアム」に変更され、2.0LのLPLiエンジン車は「SM5 LPLi」、タクシーは「SM5 TAXI」とシリーズ別に名乗るようになった。
2016年5月、小改良。SM6にメインストリームを譲る形で構成を大幅に整理した上で、価格を引き下げ、買い得路線に徹する。グレードはガソリン車の「SM5 2.0G」は「Classic」、LPG車の「SM5 2.0LPLi」は「高級型」と「最高級型」のみとなった、車名は「SM5」に戻り、書体もSM6と同じ物に変更された。
2018年3月、発売から20周年を迎えた。
2019年8月、 生産終了。
2020年1月、 販売終了。

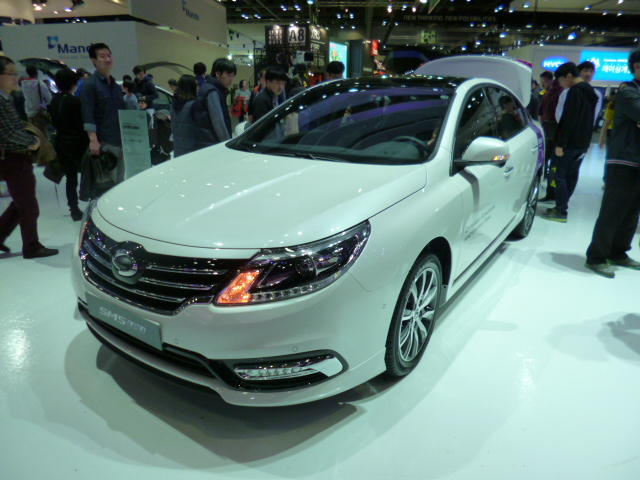
2015年改良型　LPLi　フロント
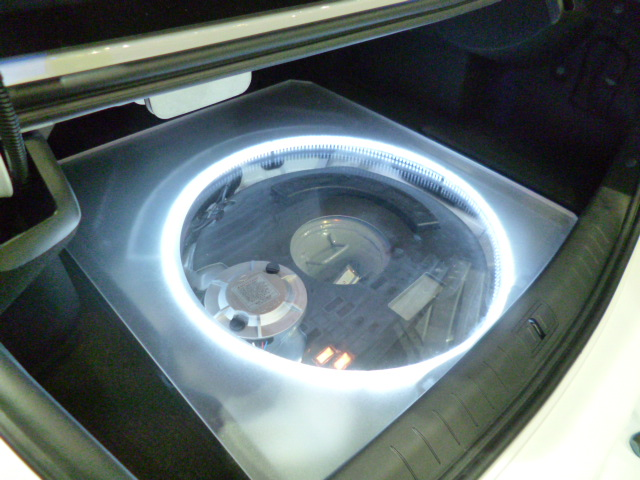
2015年改良型　LPLi　ドーナツ®タンク （照明とアクリル板はディスプレイ用のため、装備品には含まれない）
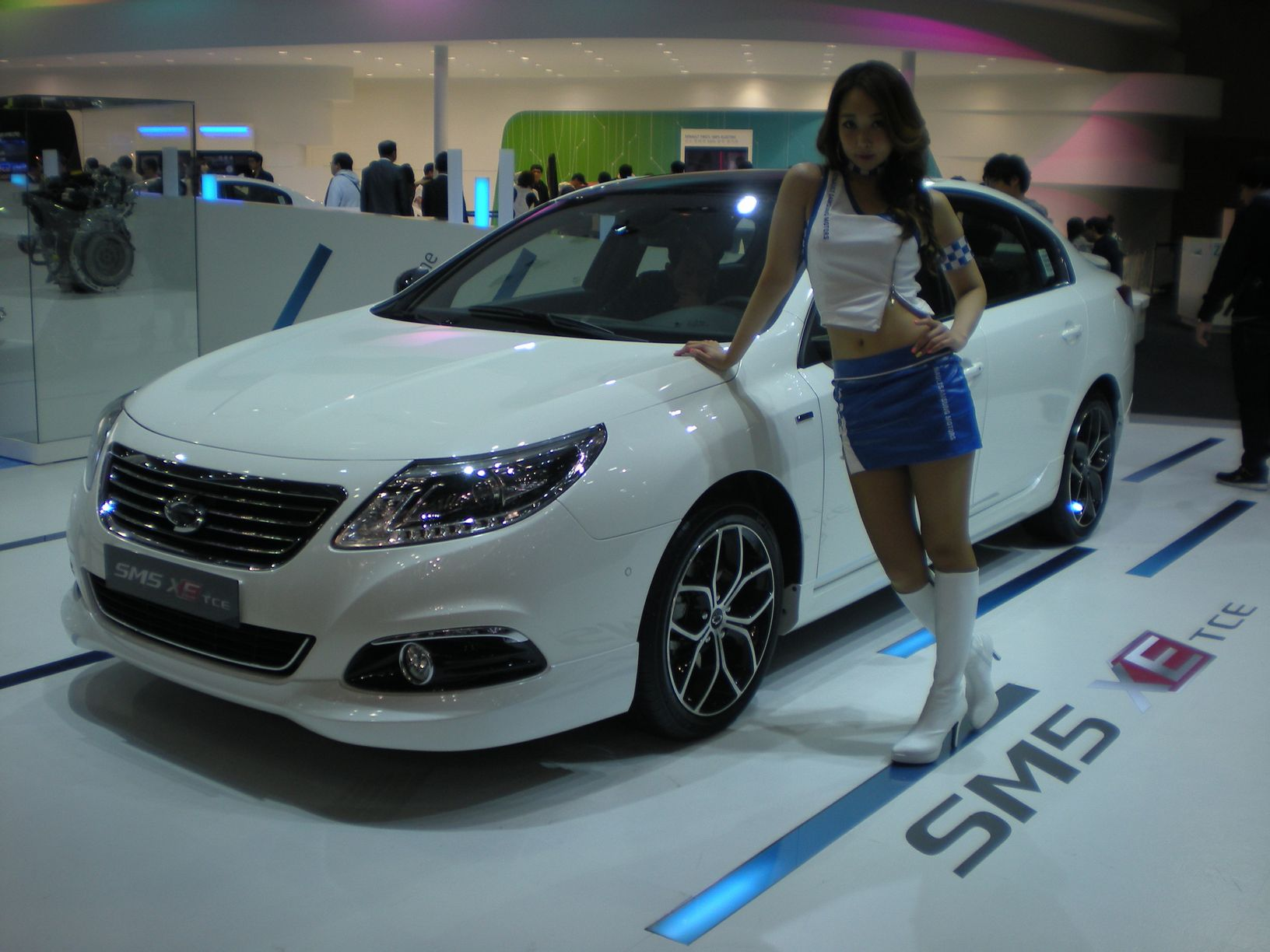
2012年改良型　XE TCE
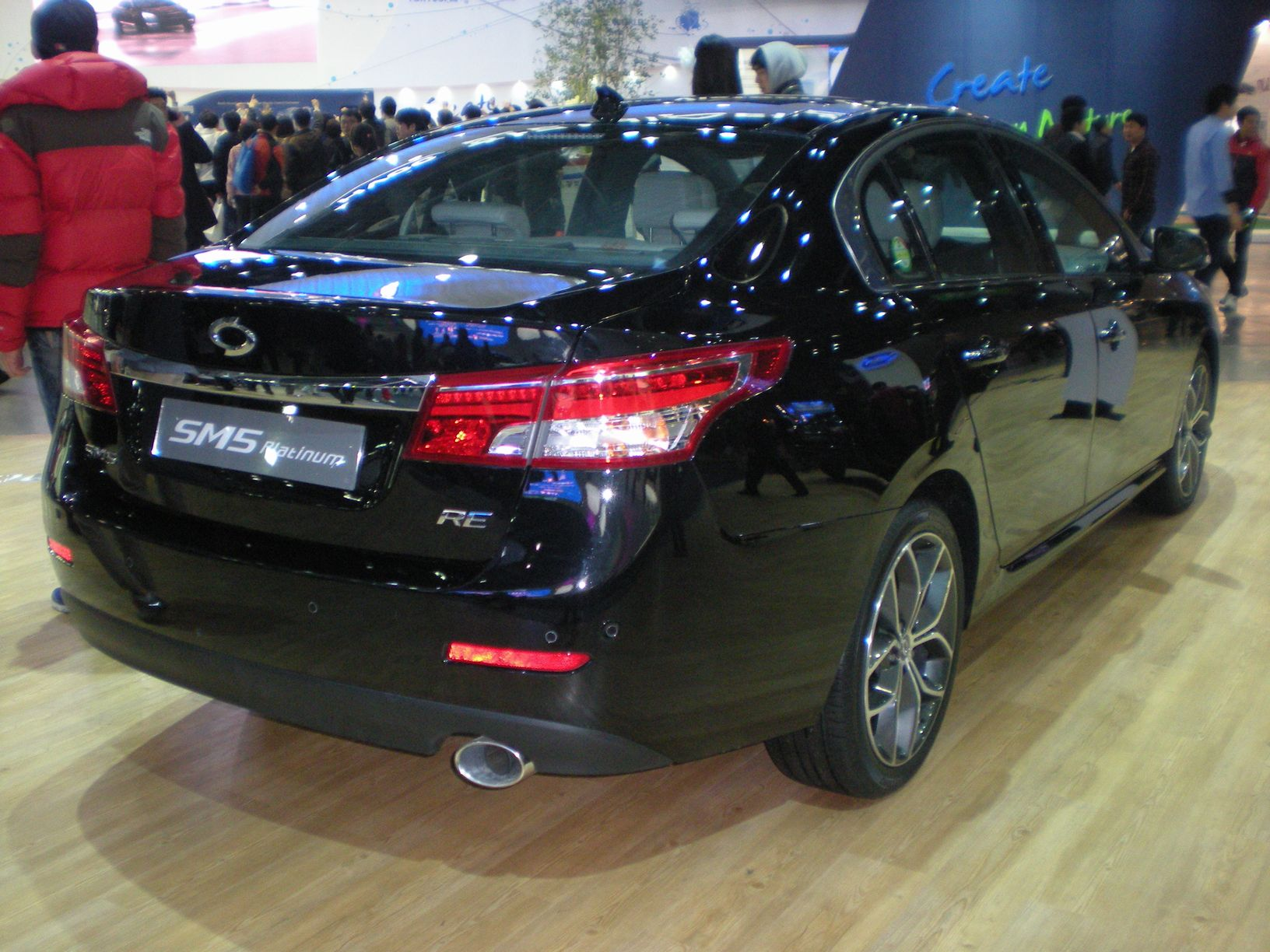
2012年改良型　RE　リヤ
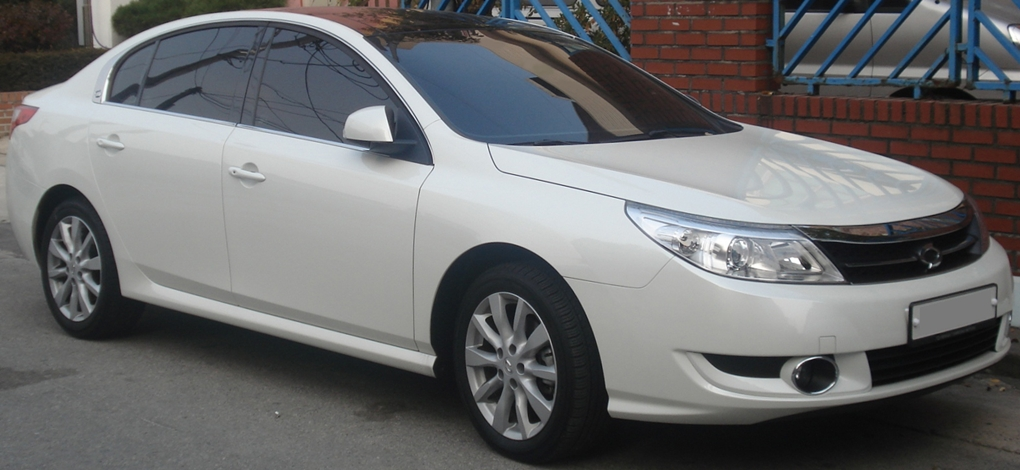
2010年販売型　LE
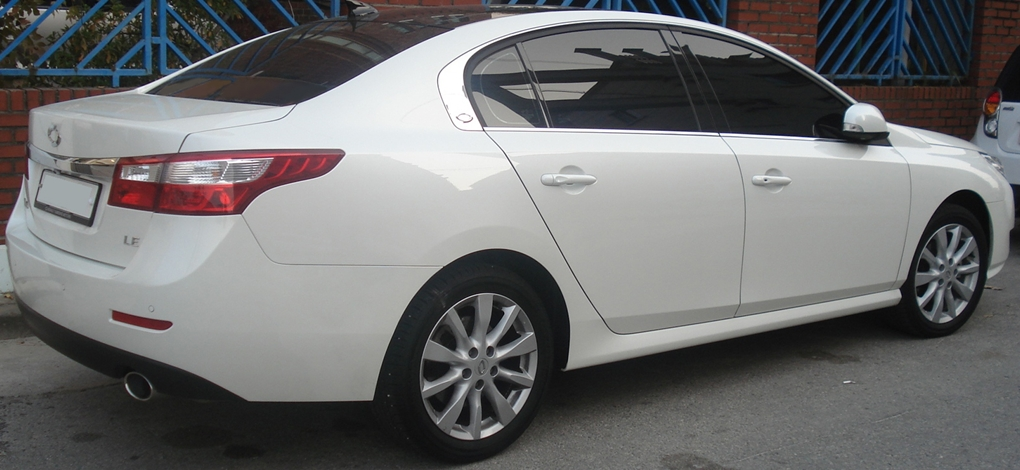
2010年販売型　LE リヤ
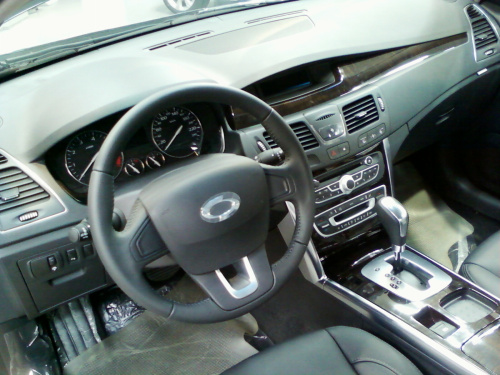
2010年販売型　コクピット
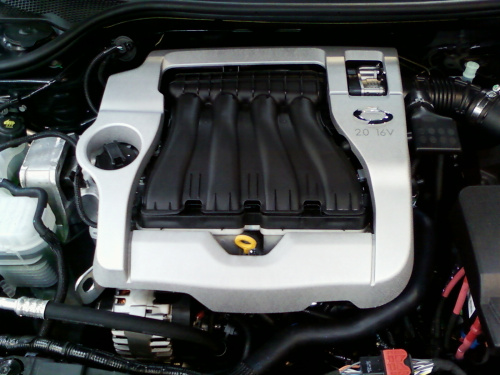
M4R IIエンジン
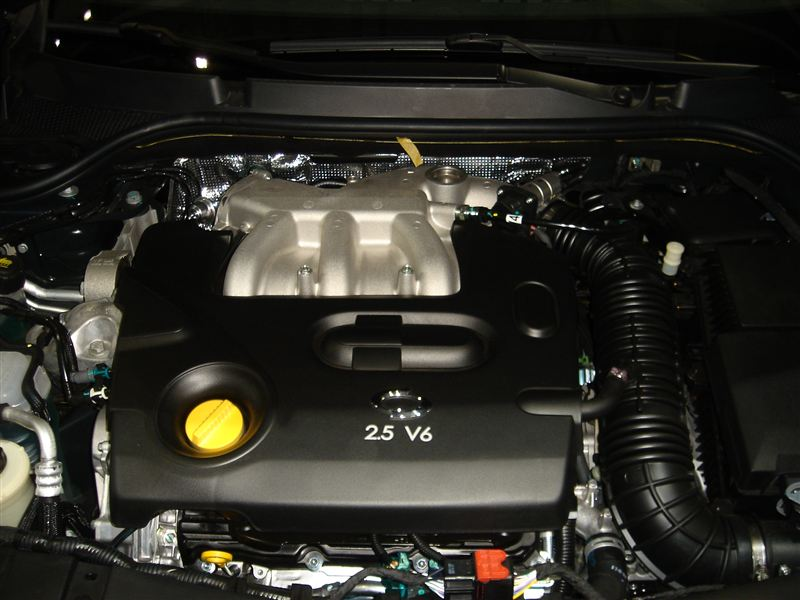
VQ25エンジン
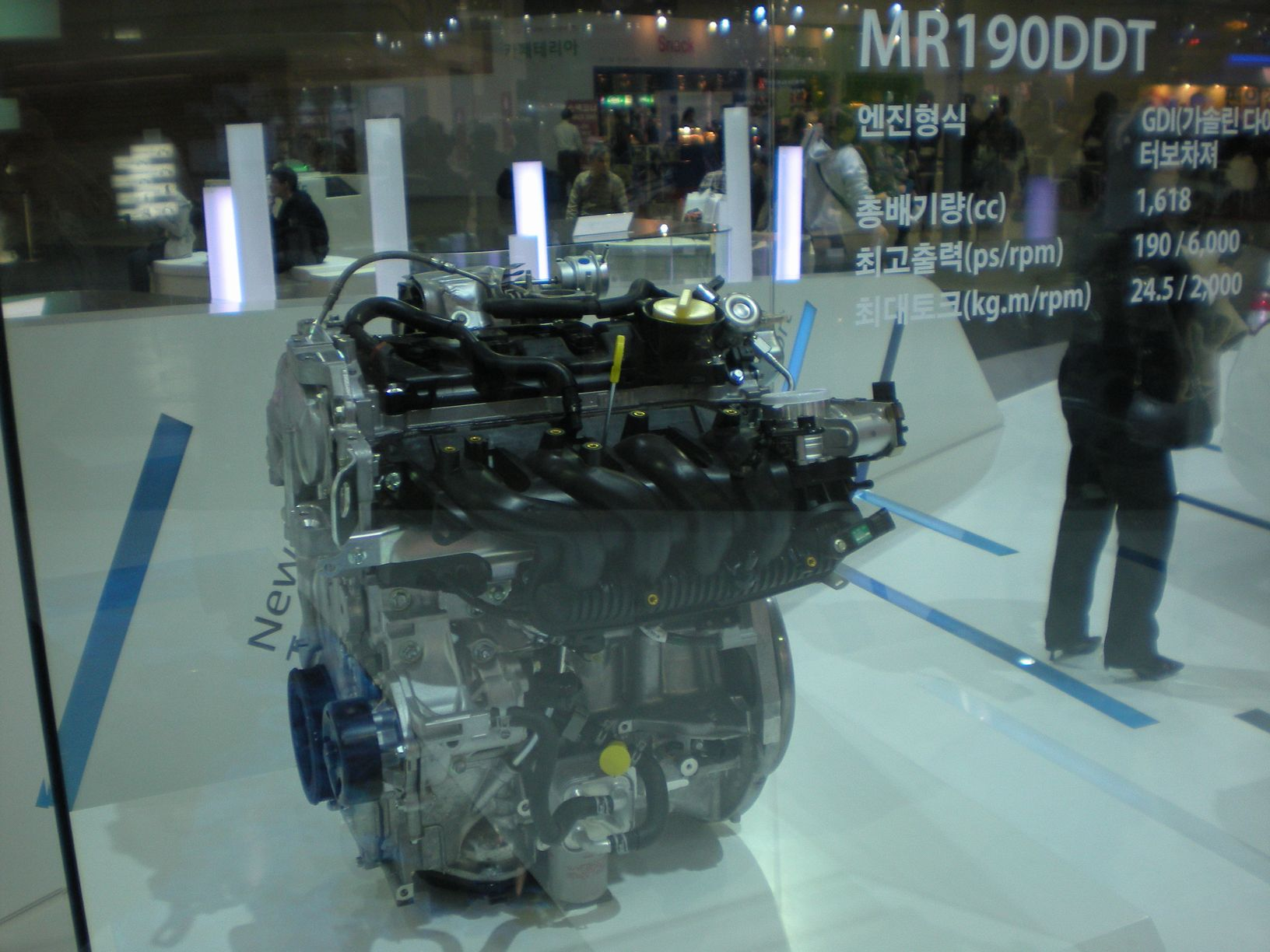
MR190DDTエンジン
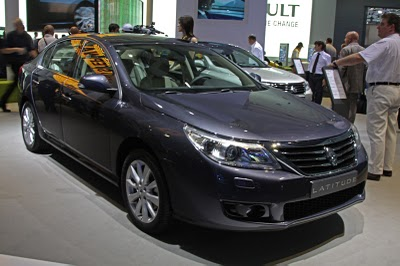
兄弟車種のルノー・ラティテュード（2010年販売型）

#### グレード
2019年1月現在のラインナップは以下のみ。
SM5　2.0G
- クラシック

## 車名の由来
車名の「SM5」とはSは「SAMSUNG」あるいは「SEDAN」の、Mはドライブを意味する「Motoring」のそれぞれの頭文字、5は車格（中型車）を意味する。